# Hogna zorodes
Hogna zorodes là một loài nhện trong họ Lycosidae.
Loài này thuộc chi Hogna. Hogna zorodes được Cândido Firmino de Mello-Leitão miêu tả năm 1942.